# Český normalizační institut
Český normalizační institut (ČNI) byla státní příspěvková organizace řízená Ministerstvem průmyslu a obchodu. Předcházel jí Československý normalizační institut (ČSNI). Na základě sdělení Ministerstva průmyslu a obchodu č. 237/1997 Sb. provádějícího zákon č. 22/1997 Sb. zajišťoval tvorbu, vydávání a zveřejňování českých technických norem ČSN. ČNI se také účastnil spolupráce s nevládními mezinárodními a evropskými organizacemi zabývajícími se technickou normalizací. ČNI sídlil v Praze na adrese Biskupský dvůr 5. Tato příspěvková organizace byla k 31. prosinci 2008 rozhodnutím ministra průmyslu a obchodu zrušena; tvorbu a vydávání ČSN od 1. ledna 2009 zajišťuje Úřad pro technickou normalizaci, metrologii a státní zkušebnictví.
Přezkušování výrobků podle norem zajišťují Centra technické normalizace.